# Donal Hord

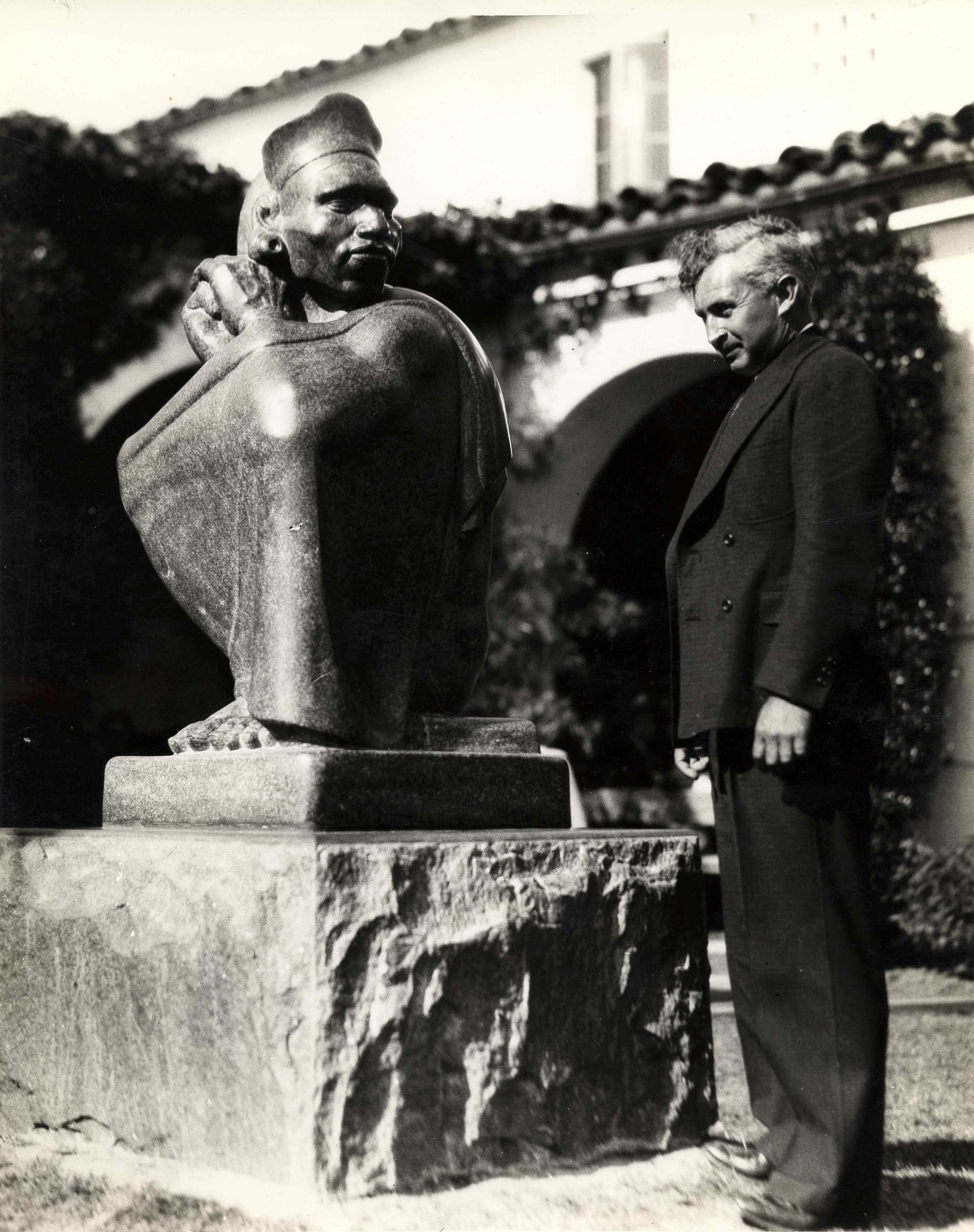
Donal Hord

Donal Hord (* 26. Februar 1902 in Prentice, Wisconsin; † 29. Juni 1966 in San Diego, Kalifornien) war ein US-amerikanischer Bildhauer, der vor allem durch seine monumentalen Skulpturen im öffentlichen Raum Kaliforniens bekannt wurde.

## Leben
Donald Horr wurde 1902 in Prentice, Wisconsin, als Donald Horr geboren. Seine Eltern ließen sich scheiden, als er erst sieben Jahre alt war; die unglückliche Mutter soll ihren Sohn umbenannt haben, um den Vater zu ärgern, indem sie das letzte „d“ aus seinem Vornamen entfernte und ihren Nachnamen anfügte. Im Jahr 1914 zog er mit seiner Mutter nach Seattle, Washington, wo er an rheumatischem Fieber erkrankte. Wegen seiner angeschlagenen Gesundheit zog die Familie 1916 nach San Diego, wo Hord den größten Teil seines Lebens verbrachte. Seine künstlerische Ausbildung begann er 1917 mit Abendkursen an der San Diego High School bei Anna Valentien, einer ehemaligen Schülerin von Auguste Rodin und absolvierte ein zweijähriges Studium in Bronzegießen an der Santa Barbara School of the Arts bei Archibald Dawson und Amory Simons.

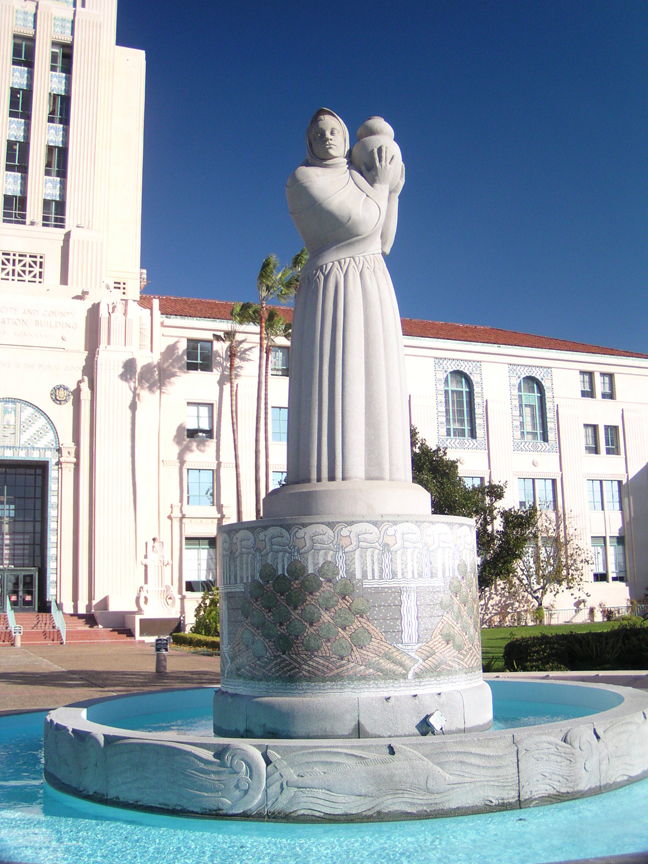
Donal Hord: Guardian of Water, 1939

Donal Hord verbrachte ein Jahr mit einem Gould-Stipendium in Mexiko, wo er die traditionelle Kunst und Skulptur der Olmeken und Zapoteken studierte. Er war fasziniert von der Teotihuacán-Kultur, die sich durch monumentale Skulpturen auszeichnet, die Naturphänomene wie Feuer, Donner, Regen und himmlische Objekte symbolisieren. Ebenso wie von der zapotekischen Kunst und Symbolik war Donal Hord auch von der Kunst Chinas fasziniert, Einflüsse der geschnitzten Reliefs der Wei-Dynastie und der polychromen Keramik der T'ang-Dynastie sind erkennbar.
1920 lernte Donal Hord den ehemaligen Marinesoldaten Homer Dana kennen, der sein Assistent, Modell und Lebensgefährte wurde. Dana unterstützte Hord vor allem bei der Ausführung großformatiger Skulpturen. Während der Depression der 1930er Jahre schuf er im Rahmen der Works Progress Administration (WPA) zahlreiche Skulpturen, die in San Diego zu sehen sind. Donal Hord war Mitglied des Federal Art Project und wurde 1943 zum assoziierten Mitglied der National Academy of Design und 1951 zum ordentlichen Mitglied gewählt.

## Werk

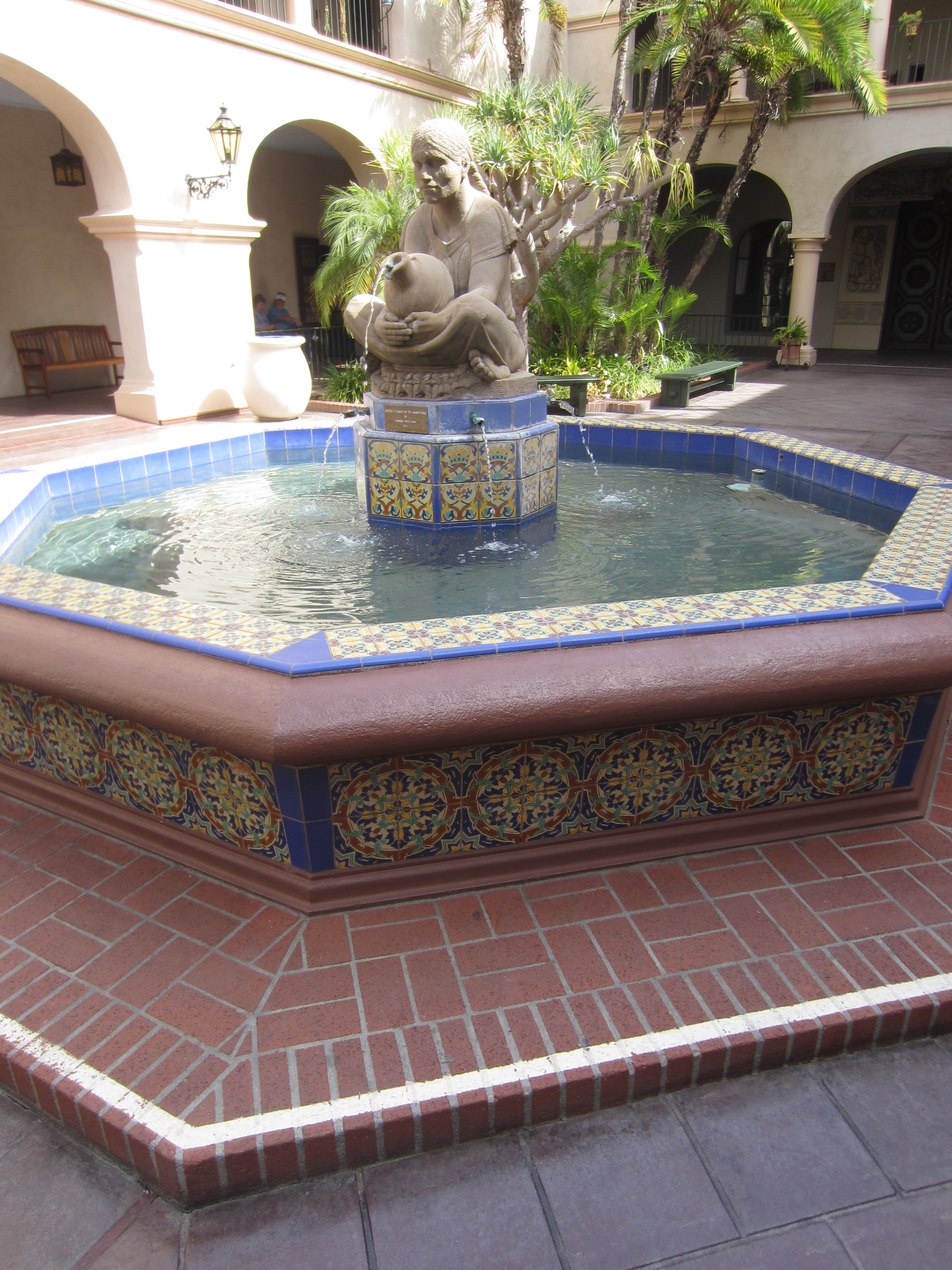
Donal Hord: Aztec Woman of Tehuantepec, 1935

Donal Hords Arbeiten zeichnen sich durch die Verwendung ungewöhnlicher und harter Materialien wie Diorit, Jade, Obsidian und tropische Hölzer aus. Er ist ein Vertreter des Direct Carving, bei dem die Form ohne vorheriges Modell direkt aus dem Material herausgearbeitet wird. Seine Skulpturen sind oft monumental und thematisieren menschliche Figuren mit Einflüssen aus der mexikanischen und asiatischen Kultur. Zu seinen bekanntesten Werken gehören:
- Guardian of Water (1939): Eine Granitskulptur vor dem San Diego County Administration Center, die eine Frau mit einem Wasserkrug darstellt.
- Woman of Tehuantepec (1935): Ein Brunnen im Balboa Park, San Diego, der eine Frau aus der Region Tehuantepec in Mexiko zeigt.
- Aztec (1937): Eine Skulptur auf dem Campus der San Diego State University, die einen Aztekenkrieger darstellt.
- Morning (1951–1956): Granitskulptur im Embarcadero Marina Park North, San Diego, die einen sich streckenden jungen Mann darstellt.